# Міріам Гонсалес Дурантес
Міріам Гонсалес Дурантес, леді Клегг (нар. 31 травня 1968) — іспанська адвокатка, спеціалістка у справах Європейського союзу, що проживає в Пало-Альто, Каліфорнія. Покинувши фірму Dechert LLP, де вона була партнеркою та працювала в Лондоні, Міріам Гонсалес Дуранте приєдналася до Cohen Gresser, міжнародної юридичної компанії. З 2013 року вона керує проектом Inspiring Girls, організацією, яка прагне надавати дівчатам альтернативні професійні образи для подолання гендерних стереотипів.
Вона була членом правління UBS España та Acciona (2010—2014). У 2016 році вона була невиконавчим директором швейцарської фінансової службової компанії UBS в Лондоні, а з 2018 року вона є віце-президенткою UBS Europa. Крім того, вона регулярно виступає як журналіст у різних британських ЗМІ, таких як The Guardian і Financial Times, а також в іспанських, таких як El Confidencial і Espejo Público на Antena3. Її особистість визнана і її внесок оцінюється в обох сферах.

## Раннє життя
Міріам Гонсалес Дурантес народилася в родині двох вчителів у місті Ольмедо, що знаходиться в іспанській провінції Вальядолід. Її батько, Хосе Антоніо Гонсалес Кавіедес, також був мером Ольмедо і відомим сенатором від Вальядоліда від консервативної Народної партії (PP) з 1989 по 1996 рік, коли він помер. Міріам вивчала право в Університеті Вальядоліда, а пізніше отримала стипендію для навчання в Коледжі Європи в Брюгге, Бельгія. Там вона познайомилася з Ніком Клеггом і продовжила працювати в Брюсселі.

## Кар'єра
Міріам Гонсалес Дурантес, яка раніше працювала у складі делегації з торгових переговорів та радника з питань торговельного права та відносин з Близьким Сходом для Європейського Союзу та британського уряду, тепер є партнером у компанії Cohen & Gresser. У цій компанії вона обіймає посаду співголови Міжнародної торгівлі та займається практикою державного регулювання. До цього вона шість років працювала в Dechert і DLA Piper .
Гонсалес Дурантес визнається як експерт у галузі законодавства та регулювання Європейського Союзу і є співавтором книги «Регуляторні аспекти телекомунікаційних угод СОТ».
Вона є членом Європейської ради з міжнародних відносин.
Починаючи з жовтня 2013 року, Міріам Гонсалес Дурантес виконує обов'язки почесного президента Canning House у Лондоні, що є штаб-квартирою Латиноамериканської та Лусо-Бразильської ради.
Міріам Гонсалес Дурантес займає посаду віце-президента у UBS Europe. До 2018 року вона обіймала посаду члена правління та головувала у комітетах з аудиту та винагород в UBS UK (UBSL). Крім того, вона служила членом ради директорів Acciona, SA в період з червня 2010 року по липень 2014 року.

Гонсалес є головою та засновником міжнародної благодійної організації Inspiring Girls. Благодійна організація, що діє в 14 країнах світу, спрямована на підвищення амбіцій молодих дівчат, планує запустити Inspiring Girls Video Hub восени 2019 року. Ініціатива передбачає об'єднання молодих жінок із визначеними жіночими ролями для подальшого використання як прикладу для наслідування.

## Особисте життя
Міріам Гонсалес Дурантес та британський політик Нік Клегг декілька років перебували у стосунках у Брюсселі, перш ніж укласти шлюб у 2000 році. У пари народилося троє синів. Міріам настоювала на тому, щоб їх діти отримали іспанські імена, якщо їхнє прізвище залишалося «Клегг». Вона є римсько-католичкою, і, незважаючи на те, що її чоловік агностик, пара згодилася на те, що їхні діти виростатимуть з римсько-католицьким вихованням. Вона не прийняла британського громадянства, тому як громадянка ЄС, яка не є громадянкою Співдружності чи Ірландії, вона може голосувати на місцевих і європейських виборах; але не на загальних виборах у Великобританії.

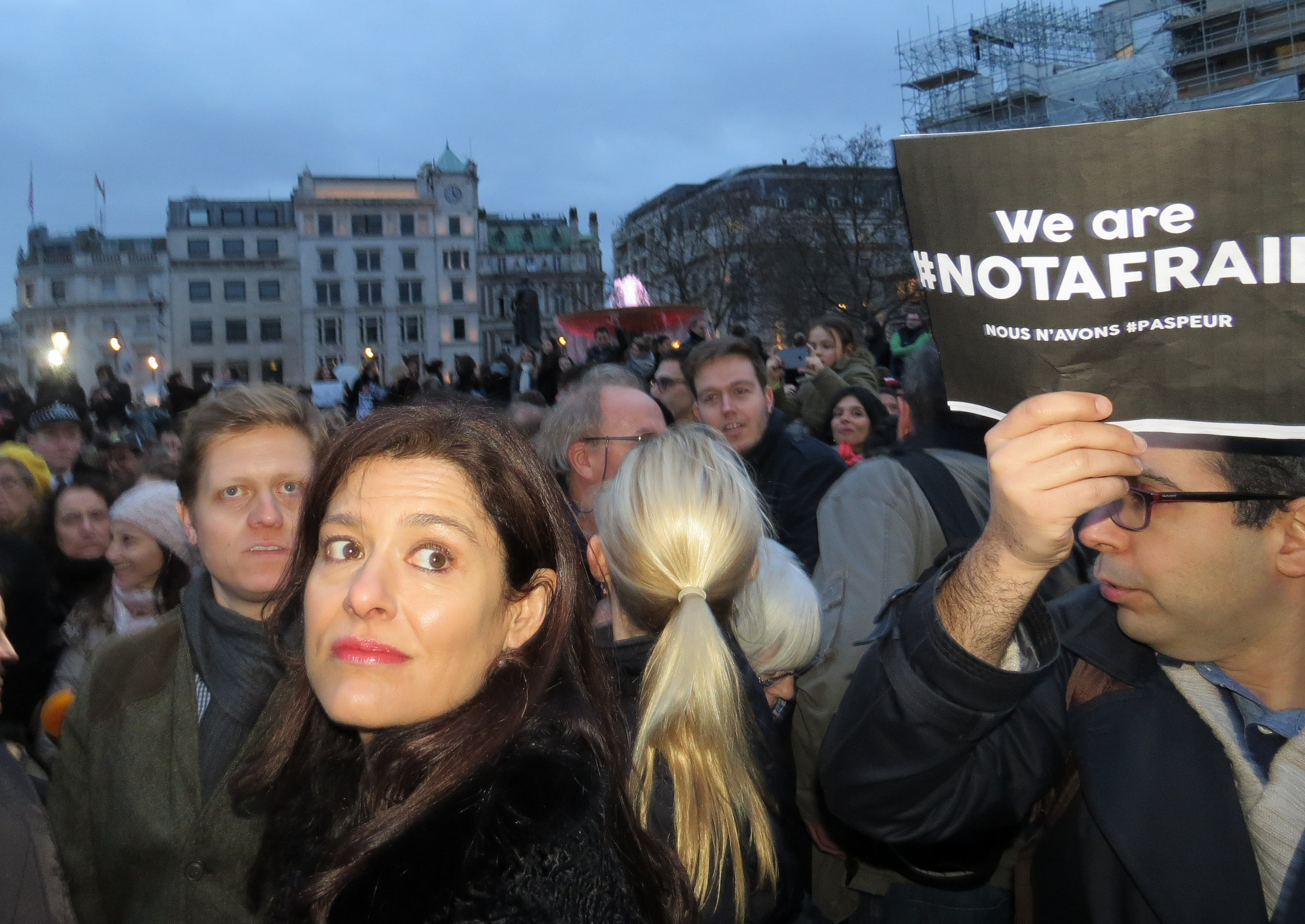
Гонсалес Дурантес на мітингу Je suis Charlie на Трафальгарській площі, січень 2015 року

На інтерв'ю 2014 року Міріам Гонсалес Дурантес поділилася враженнями про свої стосунки зі Сполученим Королівством, вказавши, що після тривалого перебування в країні вона:
«Відчувала свободу, яку я ніколи раніше в житті не відчувала, свободу бути собою. Я виросла в культурі, в Іспанії, в Брюсселі, де, якщо ви хочете бути юристом, ви вивчаєте право, якщо ви хочете бути економістом, ви вивчаєте економіку. Те, що ви робите на початку свого життя, визначає те, що ви робите пізніше. Коли я приїхала сюди, я провела багато розмов з людьми, тому що я не знала, що робити. І практично всі вони говорили: 'Що ти хочеш робити?' І я була в шоці, 'Я? Ви хочете знати, що я думаю? У мене є вибір?'»
Станом на 2021 рік Гонсалес Дурантес живе в Каліфорнії.

## Загальна виборча кампанія у Великобританії 2010 року
Коли Сара Браун і Саманта Кемерон почали дедалі активніше брати участь у ЗМІ та передвиборчій кампанії у Великій Британії 2010 року, Гонсалес Дурантес відкрито заявила, що вона готова допомагати у кампанії, проте, відмінно від Кемерон, вона не може припиняти роботу та взяти відпустку, оскільки це вплине на її сімейне життя. Відповідаючи на питання іспанської газети щодо можливості залишити свою посаду, Гонсалес Дурантес відзначила: «Якщо Нік став би прем'єр-міністром і мені довелося б залишити роботу, щоб підтримати країну, у мене не було б проблем із цим.»